# Magno Alves
Magno Alves de Araújo (Aporá, 13 januari 1976) is een Braziliaans voetballer die als aanvaller speelt.

## Braziliaans voetbalelftal
Magno Alves debuteerde in 2001 in het Braziliaans nationaal elftal en speelde 3 interlands. Hij nam deel aan de FIFA Confederations Cup 2001.